# آدم (فلم 2019)
آدم هو فيلم دراما مغربي صدر سنة 2019، من إخراجِ مريم التوزاني وبطولة نسرين الراضي، لبنى أزابال وعزيز حطاب. دخلَ الفيلمُ في منافسةٍ على جائزة نظرة ما وذلك بعدما عُرض في مهرجان كان.

## خلفيّة
عملت مريم التوزاني على إخراج الفيلمِ بناءً على قصة حقيقية لأم عزباء كانت تلتيقها دوريًا عند عودتها من الجامعة؛ وفي تصريحٍ لها لقناة فرانس 24 قالت التوزاني «أن قصة الفيلم مماثلة للتجربة الشخصية التي مرّت منها تلك الأم العزباء بكل آلامها.»

## القصّة
يتناولُ الفيلم قضيّة الأمهات العازِبات في المغرب كما يتطرّقُ لوضعِ المرأة بشكلٍ عام. تتحدث قصّة الفيلم عن الشابة سامية (نسرين الراضي) التي دخلت في علاقة جنسية خارِج نطاق الزواج نجمَ عنها حملٌ سبّب لها الكثير من المشاكل معَ أسرتها الصغيرة فتُقرر مغادرة المنزل والبحث عن عملٍ وهي حامل في أحد الأحياء الشعبية في مدينة الدار البيضاء.
بعدَ طول بحثٍ وتشرد تلتقي سامية بشابة أخرى تُدعى عبلة (لبنى أزابال) وهي أرملة تُربّي ابنتها الوحيدة بمفردها بعد وفاة زوجها في حادث سير. ترفضُ عبلة في البداية مصاحبة سامية كما ترفضُ العمل لصالحها لكنّها توافقُ بعدَ اكتشاف المعاناة التي تقاسيها سامية كل ليلة.
شيئًا فشيئًا تنجحُ سامية في مساعدة عبلة على تخطّي محنة وفاة زوجها فيما تفلحُ الأخيرة في إنقاذ سامية الحامل من حياة الشارع لتتطوّر العلاقة بين الاثنتينِ ثم تعودُ للبرود من جديد بعدَ إنجاب سامية لابنها «غير الشرعي» وقرارها القاضي بالتخلّي عنه على الرغمِ من رفض عبلة لهذا القرار جملةً وتفصيلًا قبل أن تقتنعَ سامية في نهاية المطاف بالموضوع وتُقرر رعاية ابنها الذي ستُطلق عليهِ لاحقًا اسم آدم وهوَ الاسم الذي استوحيَ منه عنوان الفيلم.

## طاقم التمثيل
| الممثل       | الدور   | ملاحظة |
| ------------ | ------- | ------ |
| لبنى أزابال  | عبلة    |        |
| نسرين الراضي | سامية   |        |
| دعاء بلخودة  | وردة    |        |
| عزيز حطاب    | سليماني |        |
| حسناء طمطاوي | رقية    |        |

## روابط خارجية
- مقالات تستعمل روابط فنية بلا صلة مع ويكي بيانات